# كريستيان بيرج
كريستيان بيرج (بالنرويجية: Christian Berge) مواليد 19 يوليو 1973 في تروندهايم، هو لاعب كرة يد نرويجي معتزل أصبح مدرباً. يدرب حاليا منتخب النرويج لكرة اليد. عندما كان لاعبا مثل منتخب النرويج لكرة اليد في 63 مباراة.

## سجل المنافسة
شارك في البطولات التالية:
- بطولة أوروبا لكرة اليد للرجال 2016

## معرض صور

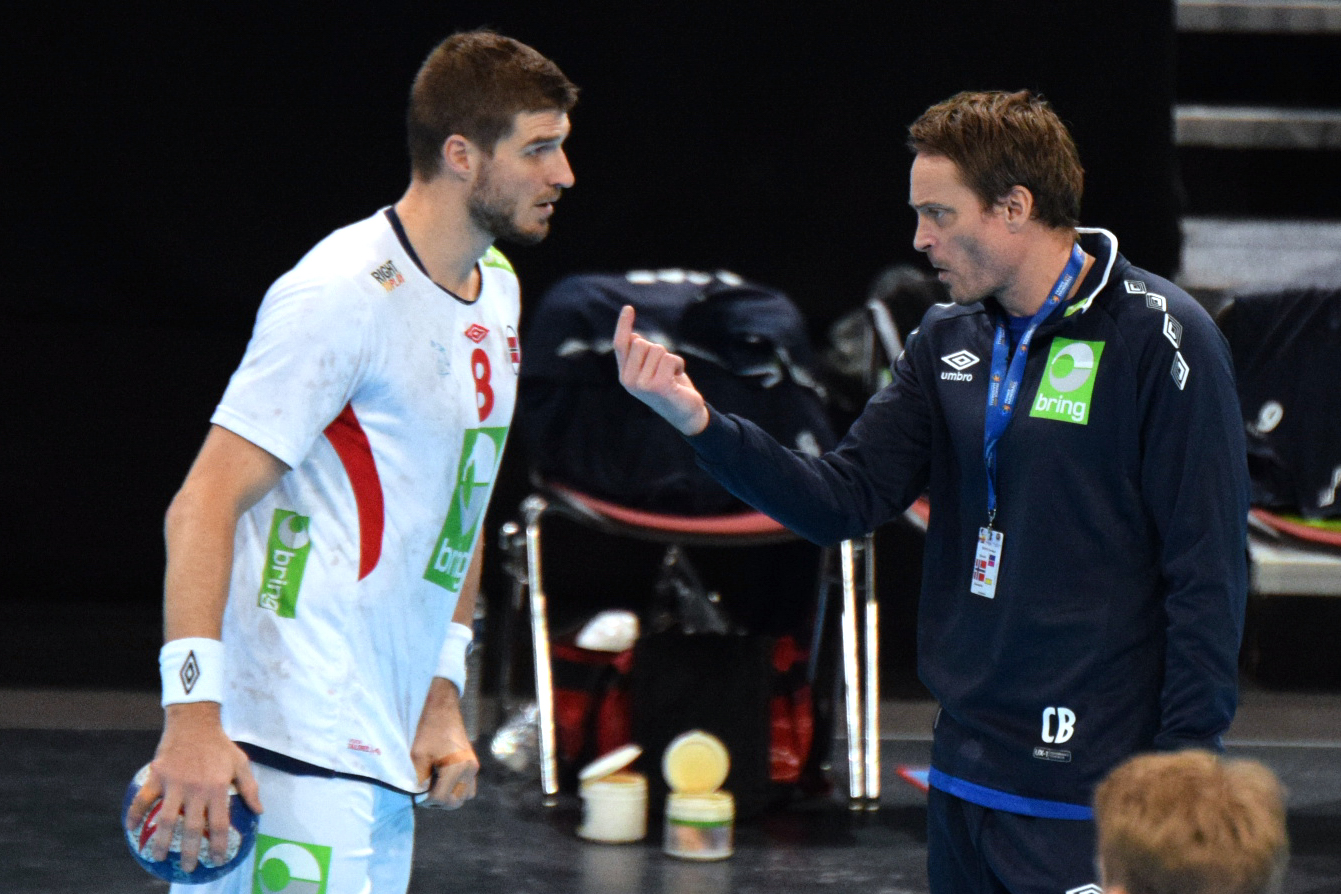
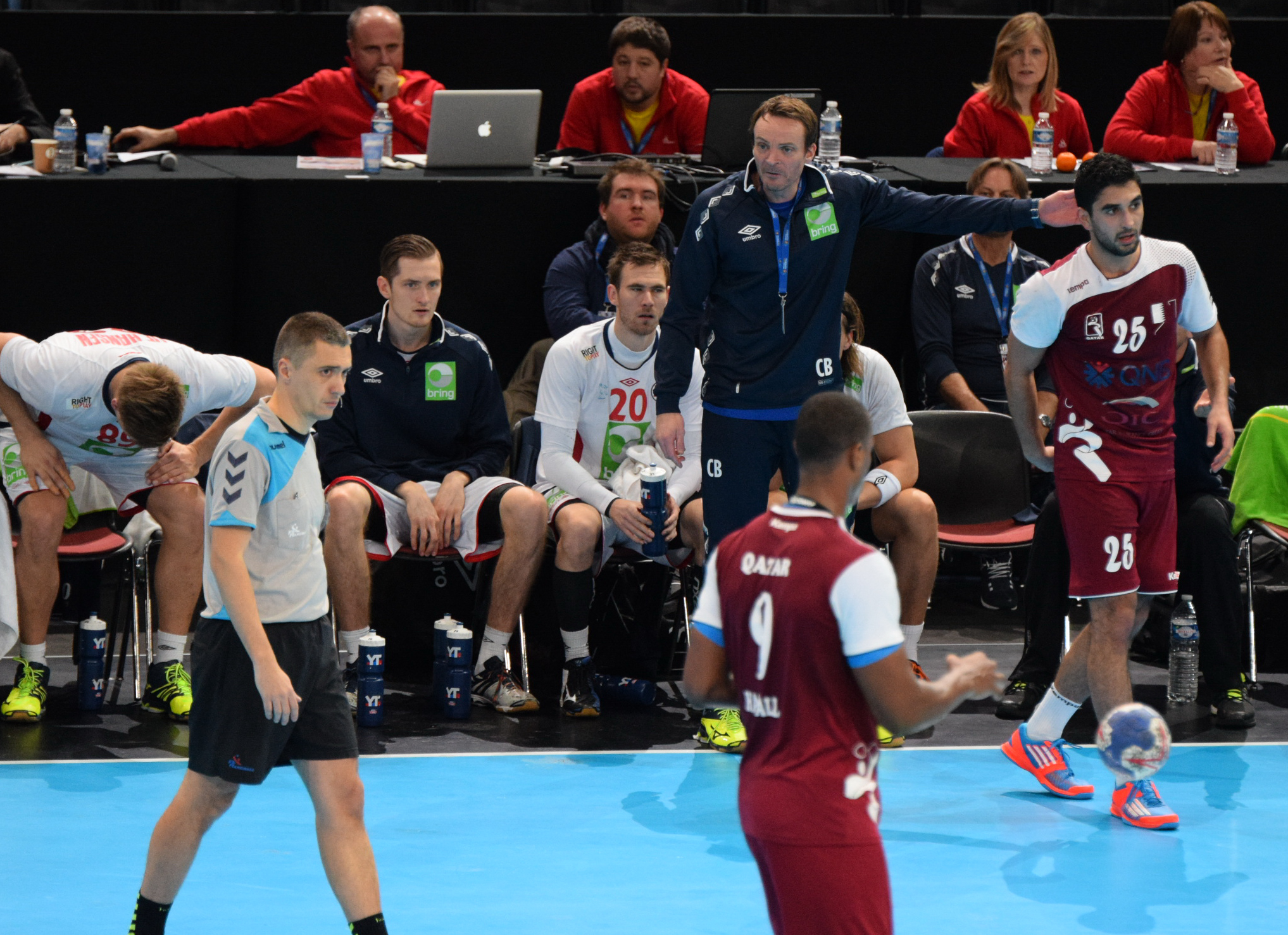
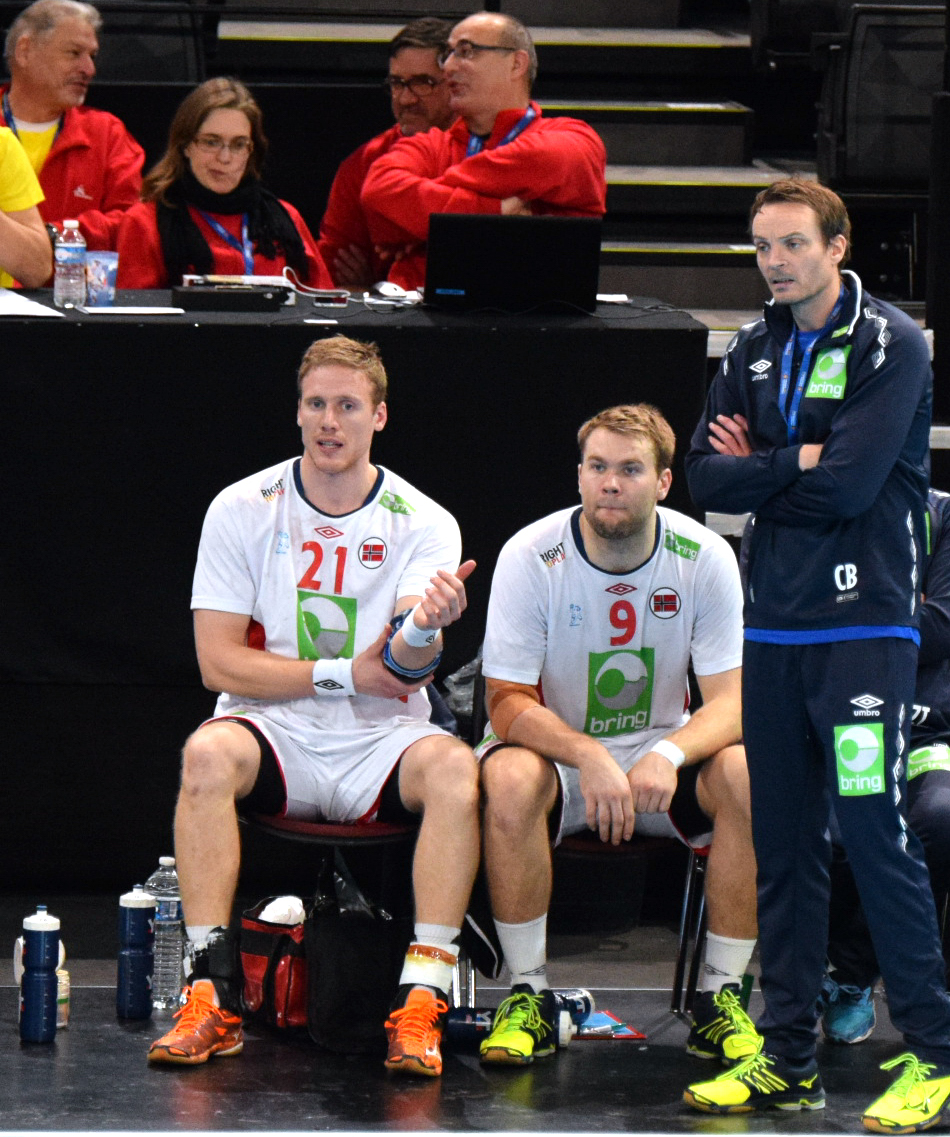
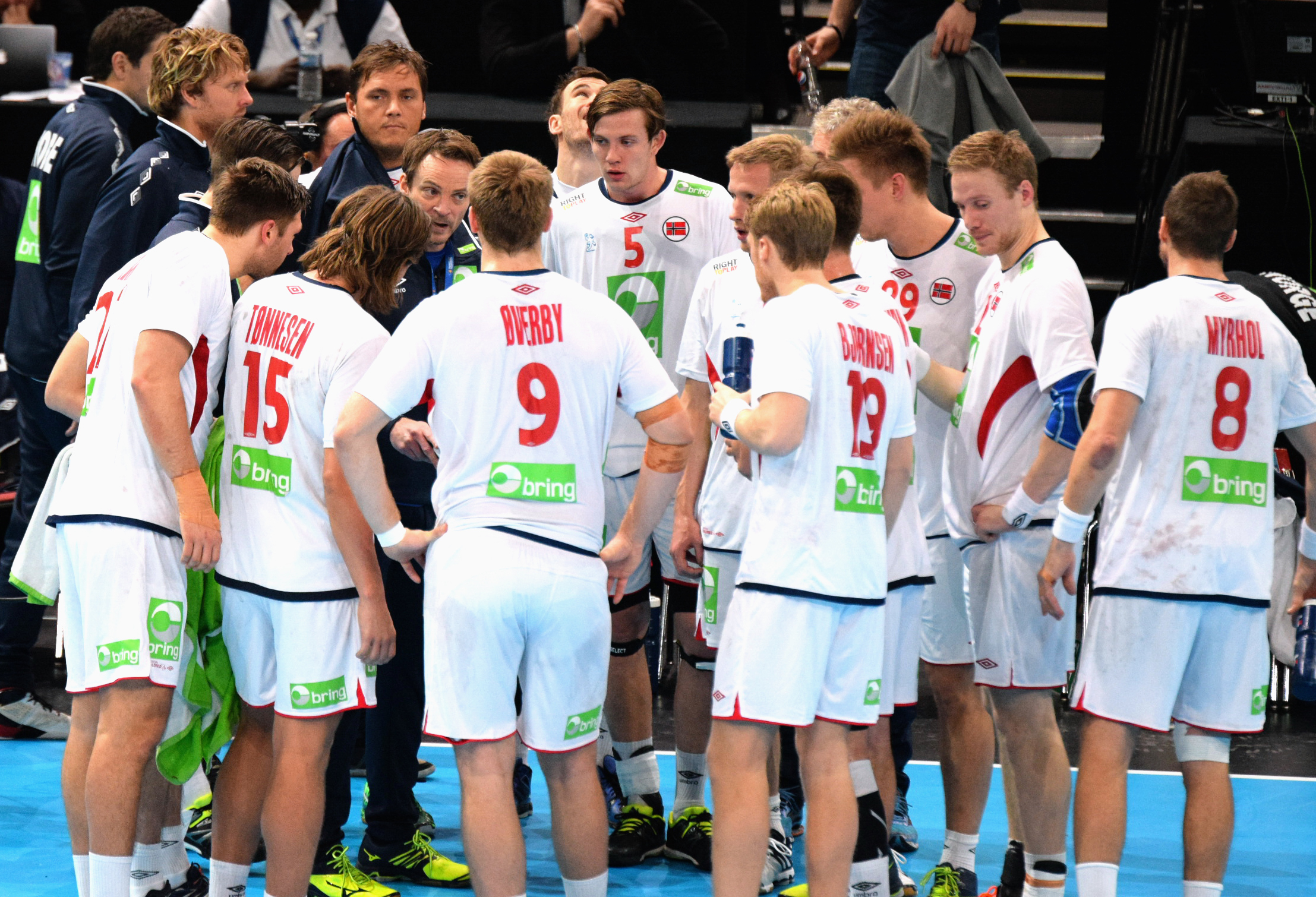

## روابط خارجية
- كريستيان بيرج على موقع الاتحاد الأوروبي لكرة اليد (الإنجليزية)
- كريستيان بيرج على موقع الاتحاد النرويجي لكرة اليد (النرويجية)
- كريستيان بيرج على موقع أوليمبيديا (الإنجليزية)